# City Hall (San Francisco)

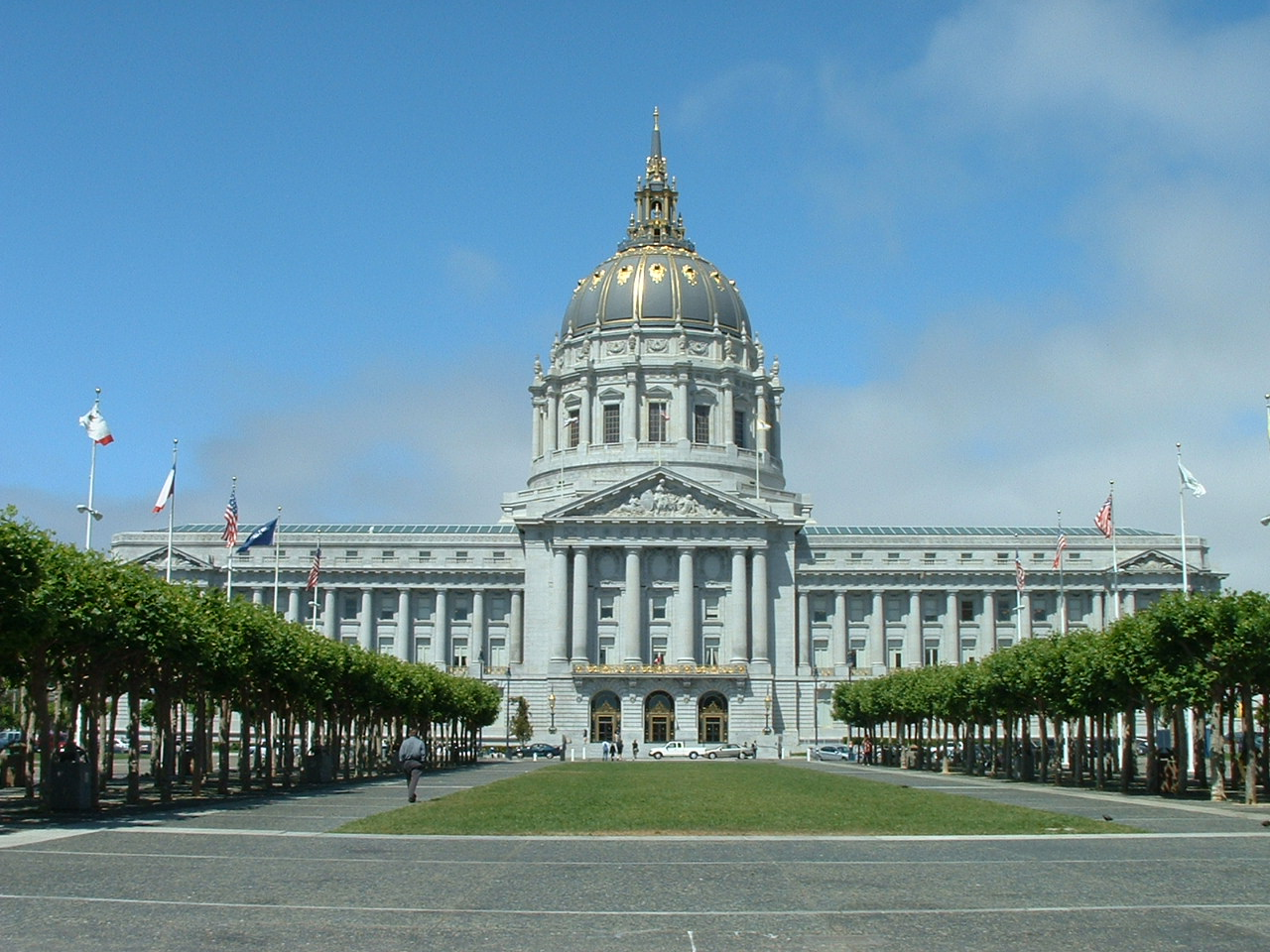
San Francisco City Hall, Sommer 2003.

Die City Hall ist das Rathaus von San Francisco in Kalifornien. Sie wurde 1915 am Civic Center Plaza eröffnet. Das Gebäude ist ein im Beaux-Arts-Stil errichtetes Monument der American-Renaissance-Zeit (1880–1917). Es ist auf die City-Beautiful-Initiative zurückzuführen, deren Ziel es war, Städte lebenswerter zu machen.

## Architektur

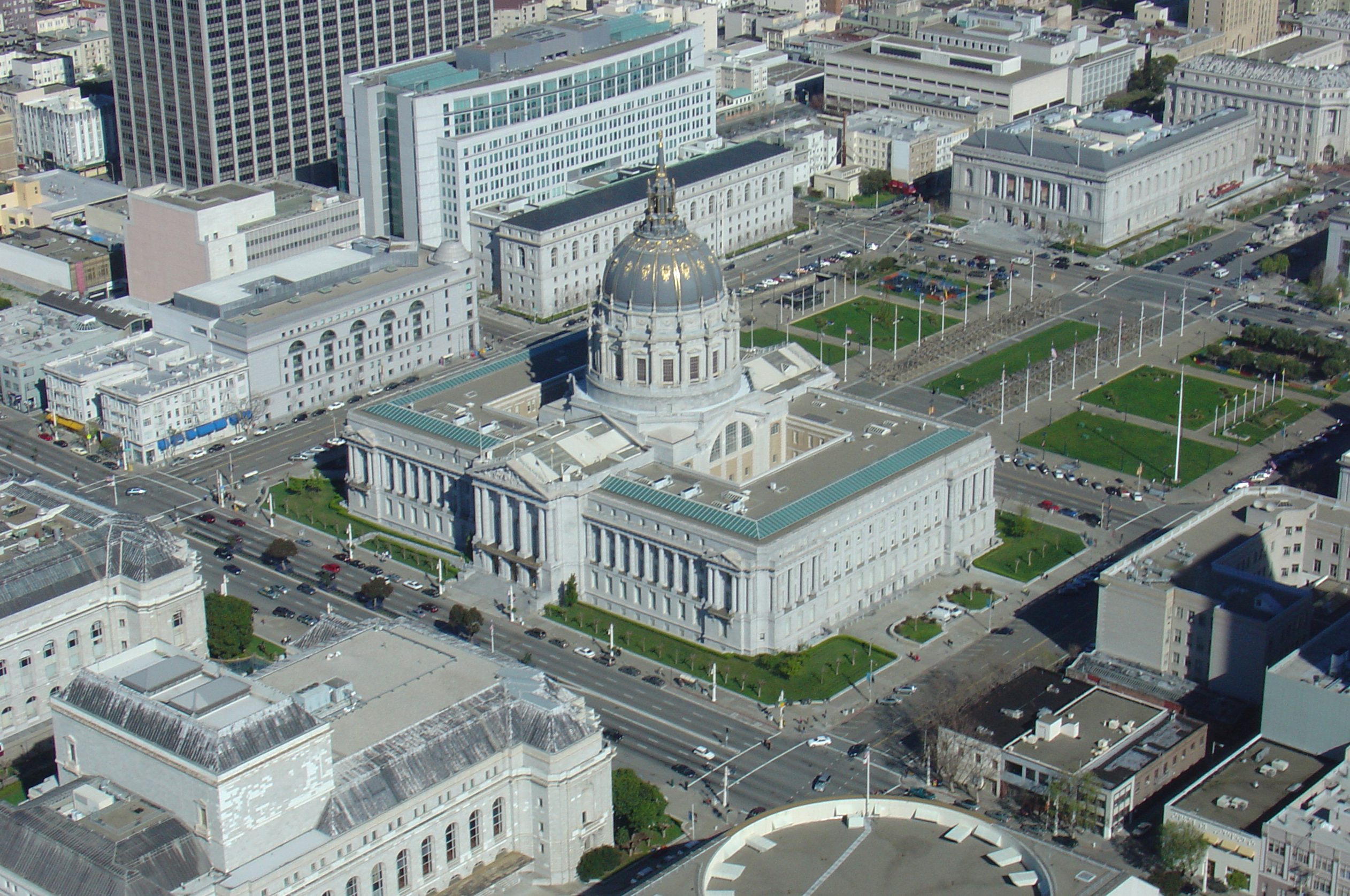
City Hall

Beim heutigen Gebäude handelt es sich um die wieder aufgebaute City Hall, die während des Erdbebens von 1906 vollständig zerstört worden war. Die Errichtung des viergeschossigen Bauwerks kostete damals 3,4 Millionen Dollar, was heute rund 400 Millionen entsprechen dürfte. Der Architekt war Arthur Brown Jr. der Firma Bakewell and Brown. Brown achtete bei der Rekonstruktion auch auf die kleinsten Details wie Türgriffe und Schriftart der Beschilderung. Zusätzlich dazu investierte die Stadt 1,4 Millionen Dollar in den Vorplatz. Das Geld wurde größtenteils über städtische Bonds aufgebracht. Der Wiederaufbau der City Hall dauerte nur gerade zwei Jahre.

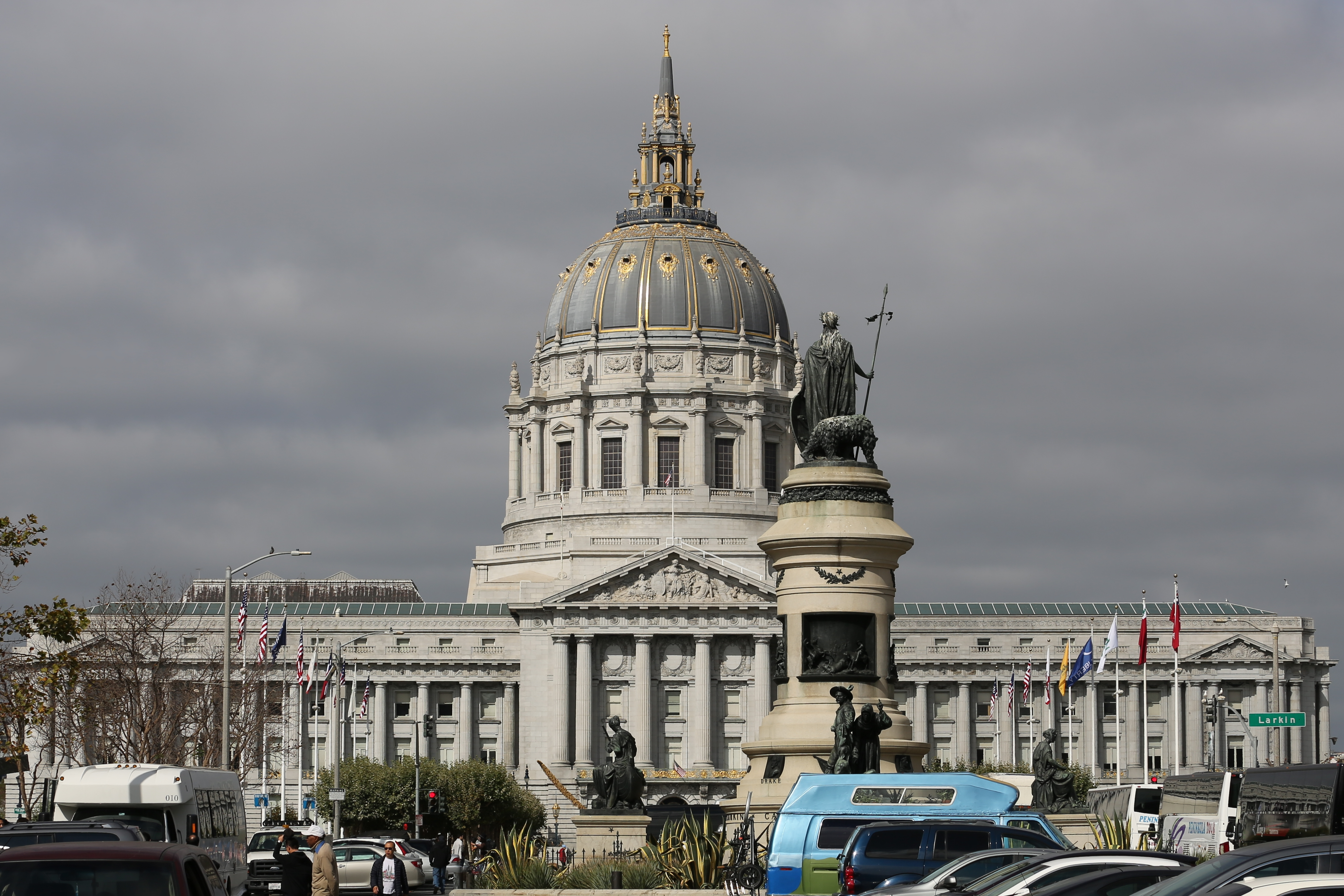
Die City Hall mit dem Pioneer Monument im Vordergrund

Das Gebäude ist insgesamt mehr als 46.000 Quadratmeter groß und belegt zwei ganze Straßenblöcke. Entlang der Van Ness Avenue und der Polk Street ist es 119 Meter lang, entlang Grove Street und der McAllister Street 83 Meter. Bei seiner Kuppel, die Mansarts barock-klassizistischen Kuppelkirchen, dem Invalidendom und Val-de-Grâce in Paris, nachempfunden ist, handelt es sich um die fünftgrößte Kuppel der Welt. Sie hat einen Durchmesser von 20 Metern und ragt 94 Meter empor. Damit ist sie 35 cm höher als das Kapitol in Washington.
Die oberen Etagen des Rundbaus, der Rotunda, sind öffentlich und behindertengerecht zugänglich. Im zweiten Stock, gegenüber dem großen Treppenhaus, befindet sich das Büro des Bürgermeisters. Eine Bronzebüste des früheren Bürgermeisters George Moscone und seiner Nachfolgerin Dianne Feinstein erinnern an die Ermordung Moscones nur wenige Meter entfernt in einem kleineren Rundbau der Eingangshalle. Eine Büste des ebenfalls von Dan White in dem Gebäude ermordeten früheren Abgeordneten und Bürgerrechtlers der Schwulen- und Lesbenbewegung Harvey Milk wurde am 22. Mai 2008 enthüllt.

## Geschichte

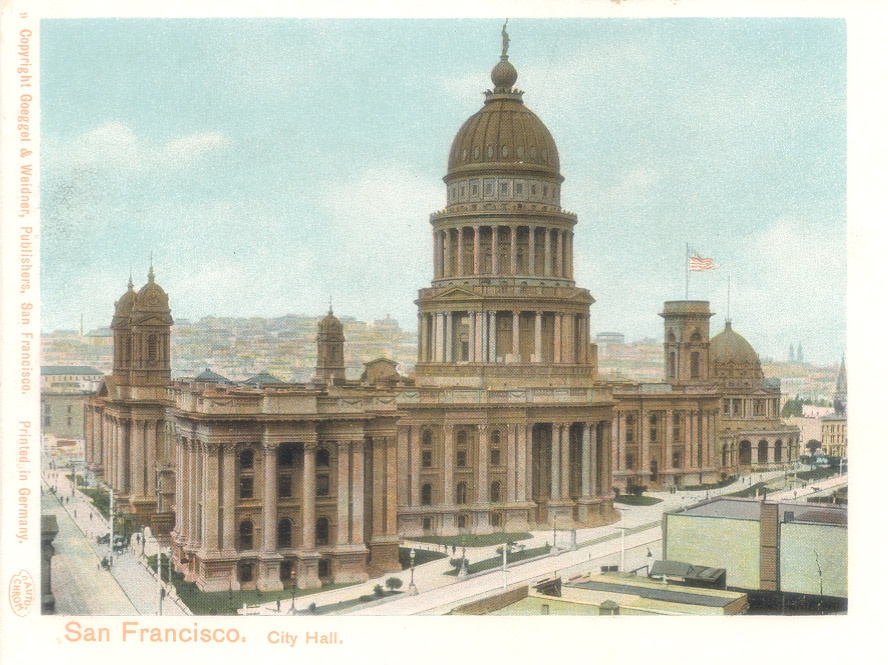
Ursprüngliche San Francisco City Hall vor dem Erdbeben

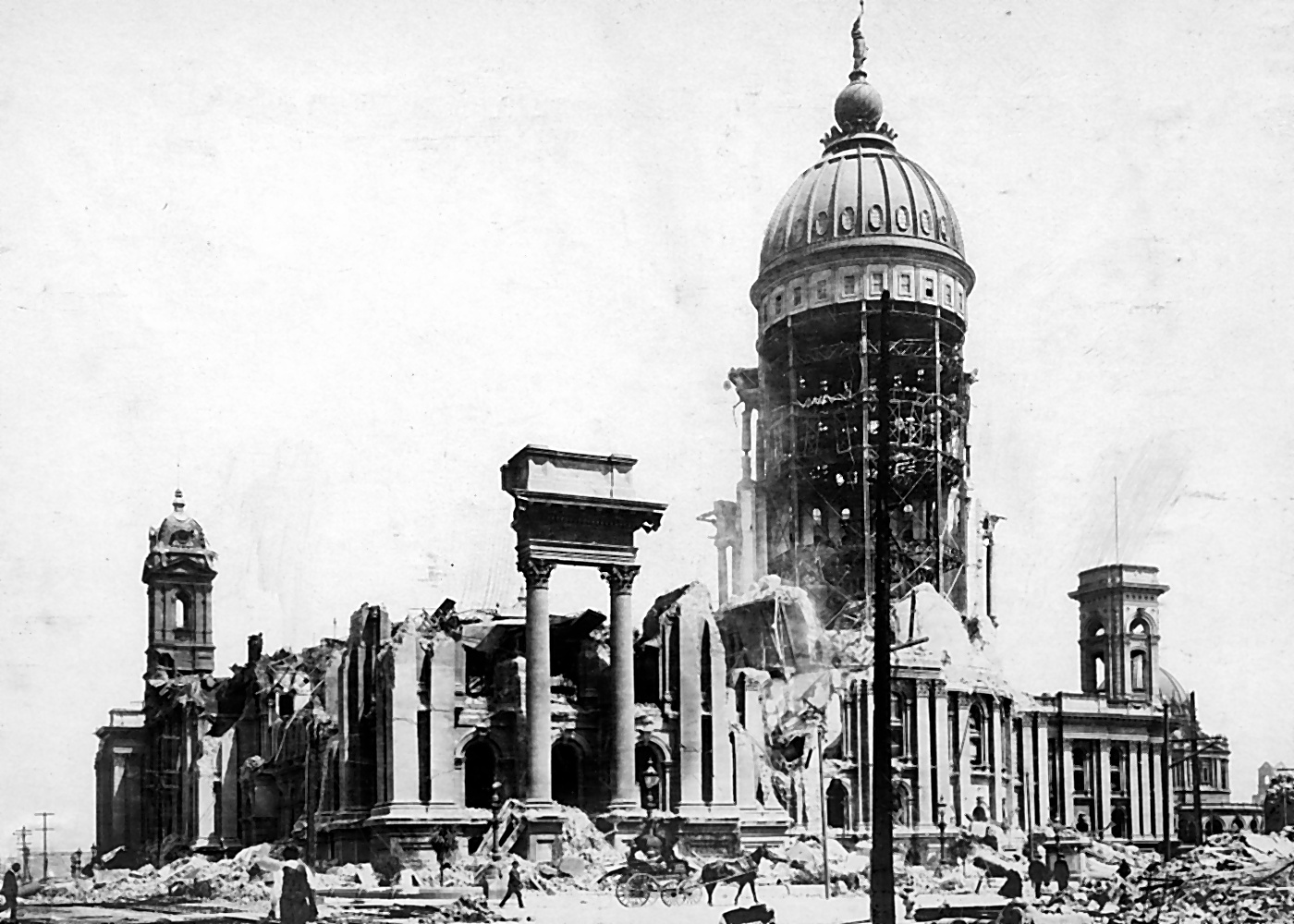
Die ursprüngliche San Francisco City Hall in Ruinen nach dem Erdbeben 1906.

Präsident Warren G. Harding wurde 1923 in der City Hall aufgebahrt, nachdem er an den Folgen eines Herzinfarkts im Palace Hotel gestorben war. Joe DiMaggio und Marilyn Monroe heirateten 1954 in der City Hall.
Im Mai 1960 war die Rotunda Kundgebungsort eines Protests von Studenten der UC Berkeley, Stanford und anderen örtlichen Colleges gegen das Komitee für unamerikanische Umtriebe. Dabei kam es zu schweren Zusammenstößen mit der Polizei. An dieses Ereignis wurde vier Jahre später von Studenten der Bewegung für Meinungsfreiheit am UC Berkeley erinnert.
Das Loma-Prieta-Erdbeben im Jahr 1989 beschädigte das Bauwerk und drehte die Kuppel um zehn Zentimeter auf ihrem Fundament, woraufhin versucht wurde, die City Hall gegen Erdbeben widerstandsfähiger zu machen. Dazu hob man die Verankerung zwischen dem Gebäude und seinem Fundament auf. Die Masse der Kuppel wirkt im Falle eines Erdbebens wie ein Pendel, welches das Gebäude in Schwingung versetzen und schließlich einstürzen lassen kann. Um dem entgegenzuwirken, wurde das Gebäude mit hunderten Isolierkörpern aus Gummi und korrosionsbeständigem Stahl untermauert. Diese sollen die seismischen Wellen mindern, bevor sie auf das Bauwerk treffen. Damit ist San Franciscos City Hall derzeit das größte auf diese Weise gegen Erdbeben gesicherte Bauwerk.
Der große Vorplatz wurde mehrmals umgestaltet, mit fundamentalen Änderungen seines Aussehens und Verwendungszwecks. Vor den 1960er Jahren gab es ausgedehnte Ziegelplätze, wenige Bäume und wenige große, einfache, erhöhte, runde Teiche mit Springbrunnen in der Mitte, die nicht wirklich zum Verweilen einluden.
Der Platz wurde dann für ein dringend benötigtes, unterirdisches Parkdeck großräumig ausgehoben. Es entstand ein zentraler rechteckiger Teich, mit einer langen Anordnung von Wasseröffnungen, alle merkwürdig streng in verschiedene Reihen angeordnet und nach Osten ausgerichtet, mit identischen Wasserbögen und ohne jede bildhauerische Verschönerung, dazu große Baumgruppen – wieder im 60er-Jahre-Stil, militärisch präzise in Reihe und Glied.
Mit dem zunehmenden Problem der Obdachlosigkeit in den 1990er Jahren wurde der Platz ein weiteres Mal umgestaltet und etwas weniger bewohnbar gemacht, wobei die gravierendste Veränderung, das Ersetzen des Teichs und der Pumpen durch Rasen, auch mit Maßnahmen zur Energieeinsparung begründet werden kann.

## San Francisco City Hall im Film

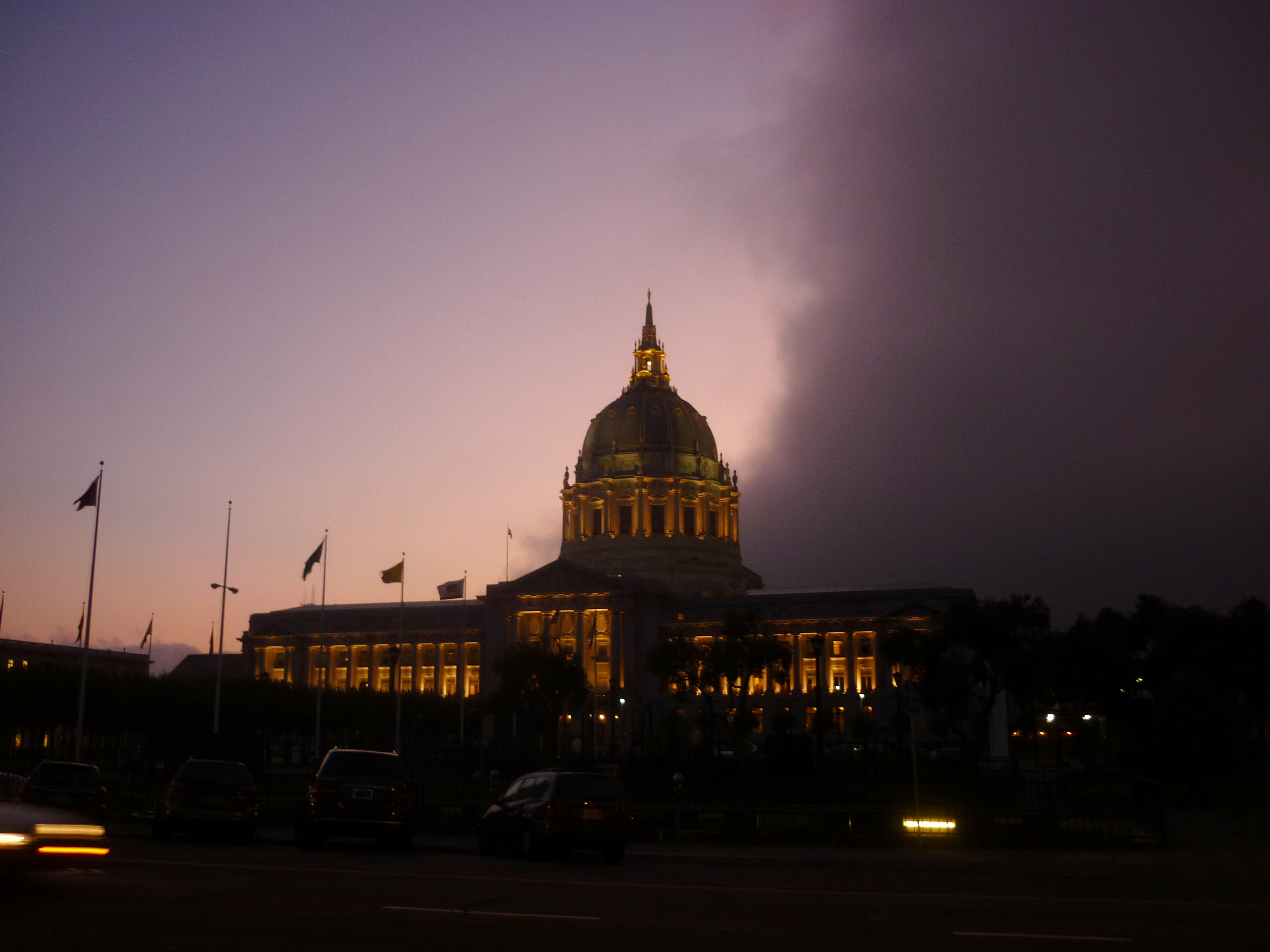
City Hall in der Dämmerung

Die Schönheit der City Hall ist auch Filmproduzenten bekannt, die in San Francisco arbeiten. Für zahlreiche Filme wurden Szenen innerhalb und außerhalb des Gebäudes gedreht, darunter
- Dirty Harry (1971)
- Die Körperfresser kommen (1978)
- Jäger des verlorenen Schatzes (1981)
- Im Angesicht des Todes (1985)
- The Rock – Fels der Entscheidung (1996)
- Teuflisch (2000)
- Wedding Planner – verliebt, verlobt, verplant (2001)
- Das etruskische Lächeln (2018)